# Rébellion du clan Kibi
La rébellion du clan Kibi (吉備氏の乱, kibishi no ran) de 463 est un soulèvement contre l'État Yamato de la Péninsule Coréenne impliquant deux membres du clan Kibi : Tasa et son fils Oto. La révolte est déclenchée lorsque Tasa apprend que l'empereur Yūryaku du Japon l'a muté au poste japonais de Mimana dans la Péninsule Coréenne pour s'emparer de sa belle épouse. L'incident qui se déroule durant la période protohistorique du Japon est rapporté dans le Nihon Shoki.

## Déroulement
Lorsque Yūryaku monte sur le trône en 456, le Japon est en bons termes avec le royaume coréen de Baekje et — depuis le règne de l'impératrice Jingū (201–269) — occupe un poste militaire dans la Péninsule Coréenne à Mimana,. Cependant, les relations avec le royaume voisin de Silla sont tendues après le dur traitement infligé à un de leurs convois en 453,. Irrité par cet incident, le royaume de Silla réduit le nombre de navires voyageant entre les deux pays et les articles envoyés en tribut. Depuis 456, Silla n'a pas envoyé les cadeaux d'usage à l'empereur du Japon.
En 463, Tasa, l'omi du nord de Kibi, est au palais impérial et, parlant à ses amis, fait l'éloge de sa femme, Waka :

« De toutes les belles femmes de l'Empire, il n'en est pas une qui puisse se comparer avec ma femme. Comment elle est épanouie! Comme elle est douce! Comme elle est ornée de divers charmes! Comme elle rayonne! Comme elle est unique! Quelle perfection dans chacun de ses traits! Elle n'utilise pas la fleur de plomb : elle n'ajoute pas d'huile d'orchidées. Rares sont ses égales dans la nuit des temps : de nos jours, elle est seule et incomparable ».

Afin de posséder Waka, l'empereur Yūryaku a écarté Tasa vers le poste éloigné de gouverneur de Mimana et fait de Waka-hime une de ses concubines,,,. Lorsque Tasa apprend qu'il a été dépossédé de sa femme, il commence une révolte et recherche l'aide de Silla. Yūryaku, connu pour sa cruauté, commande à Oto, le fils de Tasa, de prendre la tête d'une armée contre son père. Oto est rejoint par un groupe d'hommes qui veulent obtenir des artisans qualifiés de Baekje. Oto est installé depuis plusieurs mois dans Baekje (sans prendre aucune mesure contre Tasa ou Silla) quand il reçoit un message de son père suggérant qu'il occupe Mimana et Baekje et rompt la communication avec le Japon :

« Fais ainsi, mon fils, viens et réfugie-toi à Baekje et empêche-le de communiquer avec le Japon, tandis que je vais m'occuper et tiendrai Imna et ne tiendrai non plus aucune communication avec le Japon ».

Cependant, Kusu, l'épouse d'Oto, est une femme très patriotique qui déjoue le complot de Tasa en tuant son propre mari,. En l'espace de plusieurs années, Yūryaku envoie quatre expéditions en Corée, mais ne peut récupérer son emprise sur la péninsule. Brinkley affirme que le Japon a perdu sa position en Corée « en raison de la passion illicite de Yūryaku pour un de ses sujets. ». Après la mort de Yūryaku le 7e jour du 8e mois de 479, le prince Hoshikawa, encouragé par sa mère, la consort « dérobée » Waka-hime, revendique le trône contre le prince héritier désigné, Shiraka, ce qui entraîne la rébellion du prince Hoshikawa,.